# بركة أكتشام
بركة أكتشام (بالتركية: Berke Akçam)‏ (مواليد 10 أبريل 2002) هو رياضي تركي متخصص في سباق 400 متر حواجز، حصل على الميدالية الذهبية في بطولة العالم للناشئين لألعاب القوى في عام 2021،  بعد إقصاء السويدي أوسكار إدلوند الفائز بالمركز الأول لمخالفة قواعد اللعبة.

## روابط خارجية
- نتائج البطولات التي شارك بها - موقع TheSports
- صفحة بركة وقائمة بطولاته على موقع worldathletics